# Aspères
Aspères en Languedoc é uma comuna francesa na região administrativa de Occitânia, no departamento de Gard. Estende-se por uma área de 10,06 km². Em 2010 a comuna tinha 520 habitantes (densidade: 51,7 hab./km²).